# جک اشلی (بازیکن فوتبال، زاده ۱۹۱۲)
جک اشلی (انگلیسی: Jack Ashley؛ 13 October 1912 – ۱۹۹۳ (۸۸−۸۹ سال)) بازیکن فوتبال بود.
از باشگاه‌هایی که در آن بازی کرده‌است می‌توان به باشگاه فوتبال نوتس کانتی اشاره کرد.